# 東京国際貿易センター
株式会社東京国際貿易センター（とうきょうこくさいぼうえきセンター）は、かつて存在した日本の見本市会場運営企業。
1958年（昭和33年）に設立され、東京都中央区晴海（晴海埠頭）に所在した東京国際見本市会場の中核的施設の運営管理者として、1959年（昭和34年）4月から37年間にわたって大規模な展示館施設を国際見本市や展示会・博覧会・ショーなどに提供した。
東京国際見本市会場は1996年（平成8年）3月31日に閉場し、その機能を江東区有明の東京国際展示場（東京ビッグサイト）に移転した。
ビッグサイト開設後の2003年（平成15年）4月、同社は社団法人東京国際見本市協会（東京国際見本市会場のもう一つの運営事業者であった) と統合して、東京国際展示場を運営・管理する株式会社東京ビッグサイトとなった。

## 設立の経緯

### 背景
アメリカ合衆国では当時、貿易取引の斡旋を各地の商業会議所が行っていたが、より効率的な運営を図る目的でサンフランシスコやニューオーリンズでは、「トレード・センター」建設の機運が高まっていた。この「トレード・センター」構想は、見本市会場を含む貿易取引に必要な諸施設を備えていた。
一方、日本では当時、敗戦による財閥解体に伴い商社の仲介機能が衰微し、特に輸出業務は停滞を余儀なくされていた。このため、電機･機械メーカーや輸出雑貨業界では、それぞれの業種の常設陳列館の設置を検討していた。また、東京都は、隔年開催する「東京国際見本市」の仮設会場施設の常設化を検討していた。千代田区大手町の都立産業会館で開催されていた「ビジネスシヨウ」や、日比谷公園および後楽園競輪場で開催されていた「自動車ショー」は、屋内のより広い展示会場を求めていた。
これらに加え、東京都中央区は、当時、近く返還される予定であった晴海の米軍飛行場の跡地の活用を検討していた。

### 設立構想
大阪及び東京で1954年（昭和29年）から隔年相互に開催されはじめた国際見本市は貿易振興に大きく寄与したが、施設は開催ごとに仮設展示館の建設・取壊しにより運営されていた。これをさらに発展させるには、会場を恒久施設にして、一層効果的な運営を図る必要が痛感されていた。
一方、財界では、恒久的な見本市会場とともに通称貿易に関係の深い内外の官公署、商社、銀行、海運、航空会社等あらゆる関係者に施設を提供するとともに貿易取引に必要な諸施設を備えた貿易センタービルの設立が検討されていた。
1958年（昭和33年）、東京都をはじめ、民間における輸出関係の有力メーカー、商社を始め全産業界有志の出資により、株式会社東京国際貿易センターが授権資本20億円、第1回振込み12億円をもって設立されることになり、同年4月1日登記を経て会社が設立された。なお、資本金12億円の出資比率は、東京都が晴海の土地49,590㎡ (15,000坪) を現物出資 (15,000坪×坪@40,000円) して資本金の6億円分とし、財界は6億円分の株式を発行してそれぞれ負担することにした。

### 趣意
1958年（昭和33年）に作成された「会社設立趣意書」には以下のように記載されている。

## 見本市会場の建設
建設計画は、東京都中央区晴海埠頭地区内約24,500坪（うち会社の所有敷地は、東京都の現物出資による15,000坪）および今後埋立てられるべき隣接地域のうち約30,000坪、合計54,500坪を施設予定地に、第1期施設計画は重工業館2棟6,000坪、軽工業館1棟2,000坪、事務所、売店、食堂で1959年（昭和34年）に竣工させて同年5月の「第3回東京国際見本市」に使用する予定であった。
この建設計画は、わが国の貿易の振興、産業の発展を目指す官民挙げてのプロジェクトであったため半官半民の株式会社東京国際貿易ｾﾝﾀ―の代表取締役会長に渋沢敬三、代表取締社長に加納百里を選任した。
当社の設立に当初から積極的に協力してきた日本機械工業連合会は、展示館建設後には、西館に常設「日本機械展示館」を、また、通商産業省は財団法人日本輸出雑貨センターを設立して常設「日本輸出雑貨展示館」を南館に、それぞれ開設した。